# لا تدعني يساء فهمي

لا تدعني يساء فهمي (نينا سيمون) 1964

لا تدعني يساء فهمي (بالإنجليزية: Don't Let Me Be Misunderstood) أغنية كتبها الثلاثي («بيني بنيامين» و«هوراس أوت» و«سول ماركوس») للمغنية وكاتبة الأغاني وعازفة البيانو الأمريكية «نينا سيمون»، التي سجلت النسخة الأولى في عام 1964، ثم قدم أكثر من 180 فنان نسخهم الخاصة من الأغنية كان أشهرهم نسخة فريق الأنيمالز عام 1965.

لا تدعني يساء فهمي (فريق انيمالز) 1965

## كتابة الأغنية
بدأ «هوراس أوت» في كتابة الأغنية بعد أن دخل في جدال حاد مع «غلوريا كالدويل» وهي كاتبة أغاني أمريكية تزوجها مؤخرًا. جلس هوراس أوت على البيانو، عبّر بأغنية عن نيته الحسنة، لكن زوجته أساءت فهمه، وهو شعور يمكن أن يرتبط به كثير من الرجال المتزوجين. أخذ أوت الأغنية إلى فريقه الثلاثي لإكمالها
تم إدراج غلوريا كالدويل في قائمة صناع الأغنية بدلاً من زوجها هوراس أوت بسبب مشكلات تعاقدية. تعلمت غلوريا بعد ذلك أن تفهم أوت، وبقي الزوجين معًا.

لا تدعني يساء فهمي (فريق سانتا ازميرالدا) 1977

## كلمات الأغنية
حبيبي، هل تفهمني الآن Baby, do you understand me now
أشعر أحيانًا بقليلاً من الغضب Sometimes I feel a little mad
لكن ألا تعلم أنه لا يوجد أحد على قيد الحياة But don't you know that no one alive
يمكن أن يكون ملاكاً دائما Can always be an angel
عندما تسوء الأمور أبدو سيئًا When things go wrong I seem to be bad
لكنني مجرد روح نواياها طيبة But I'm just a soul whose intentions are good
يا الهي... أرجوك لا تدعني يساء فهمي Oh Lord, please don't let me be misunderstood

لا تدعني يساء فهمي (جو كوكر) 1969

حبيبي، أحيانًا أكون متهورًا جدًا Baby, sometimes I'm so carefree
بفرحة يصعب إخفاؤها With a joy that's hard to hide
وأحيانًا يبدو أن كل ما علي فعله هو القلق And sometimes it seems that all I have to do is worry
ومن ثم لا بد أن ترى جانبي الآخر And then you're bound to see my other side
أنا مجرد روح نواياها طيبة I'm just a soul whose intentions are good
يا الهي... أرجوك لا تدعني يساء فهمي Oh Lord, please don't let me be misunderstood
إذا بدوت منفعلًا، أريدك أن تعرف If I seem edgy I want you to know
أنا لا أقصد أن أخرج انفعالي عليك That I never mean to take it out on you
الحياة لها مشاكلها وأنا أحصل على نصيبي Life has its problems and I get my share
وهذا شيء لم أقصد فعله أبدًا And that's one thing I never meant to do
لاني أحبك Because I love you
أوه، يا حبيبي ألا تعرف أنني إنسان Oh, Oh baby don't you know I'm human
لدي أفكار مثل أي إنسان آخر Have thoughts like any other one
أحيانًا أجد نفسي أشعر بالندم كثيراً Sometimes I find myself long regretting
شيء أحمق، شيء بسيط قد فعلته Some foolish thing some little simple thing I've done
أنا مجرد روح نواياها طيبة I'm just a soul whose intentions are good
يا الهي... أرجوك لا تدعني يساء فهمي Oh Lord, please don't let me be misunderstood

## نسخة نينا سيمون
تم عزف الأغنية بوتيرة بطيئة للغاية وتم توزيعها على الجيتار وعناصر الأوركسترا الأخرى بما في ذلك جوقة الدعم التي تظهر في عدة نقاط. تغني سيمون بأسلوبها الذي يصعب تصنيفه عادةً.
بالنسبة لبعض الكتاب، كانت نسخة نينا سيمون تحمل معاني لحركة الحقوق المدنية التي كانت تتعلق بالكثير من أعمال سيمون في ذلك الوقت؛ بينما كانت الأغنية بالنسبة للآخرين أكثر شخصية، وكانت الأغنية، وعنوانها، أفضل مثال على مهنة سيمون وحياتها.

## نسخة فريق انيمالز
قال المغني الرئيسي لفريق الأنيمالز، إريك بوردون، في وقت لاحق عن الأغنية: "لم يتم اعتبارها أبدًا أغنية شعبية سهلة الانتشار، ولكن بطريقة ما انتقلت إلينا ووقعنا في حبها على الفور. تم تسجيل الأغنية في نوفمبر 1964. حققت الفرقة نجاحًا كبيرًا عبر المحيط الأطلسي في أوائل عام 1965 لتقديمهم للأغنية، حيث صعدت إلى المرتبة الثالثة على قوائم أفضل الأغاني الفردية في المملكة المتحدة، وفي المركز 15 على قائمة أغاني البوب الأمريكية، والمركز 4 في كندا. صنفت مجلة رولينج ستون الأغنية في المركز 322 في قائمة أفضل 500 أغنية في كل العصور.
خلال الحفلات الموسيقية للفريق في ذلك الوقت، حافظ فريق الأنيمالز على التوزيع كما هو في الأسطوانة المسجلة، لكن بوردون في بعض الأحيان كان يبطى الخط الصوتي، ويستعيد قليلاً من روح أغنية سيمون. في مهرجان South) by Southwest) في عام 2012، أرجع بروس سبرينغستين الفضل إلى أغنية «لا تدعني يساء فهمي» باعتبارها مصدر إلهام وحماسة لأغنيته «الأراضي السيئة».

## نسخة فريق سانتا ازميرالدا
صدرت نسخة ديسكو لأغنية «لا تدعني يساء فهمي» من أداء فريق سانتا إزميرالدا، والتي أخذت توزيع نسخة الأنيمالز وأضاف الفريق إليها بعض الديسكو والفلامنكو وعناصر الزخرفة اللاتينية الأخرى، وحققت نجاحًا كبيرًا في أواخر السبعينيات. تم إصدار نسختهم من الأغنية لأول مرة في صيف عام 1977 كملحمة مدتها 16 دقيقة تناولت وجهًا كاملاً من ألبومهم. كان ريمكس النادي مقاس 12 بوصة شائعًا للغاية، ووصل إلى المركز الأول على قائمة بيلبورد كلوب بلاي الفردي في الولايات المتحدة وفي بعض الدول الأوروبية أيضًا. على الرغم من ذلك، بلغت الأغنية ذروتها في المركز الرابع على قائمة هوت دانس / ديسكو-كلوب بلاي.
صعدت نسخة سانتا إزميرالدا إلى المركز السابع في أستراليا، وحصلت على جائزة الأسطوانة الذهبية في فرنسا، وفي الولايات المتحدة.

## نسخة إلفيس كوستيلو
قام الموسيقي البريطاني «إلفيس كوستيلو» بتقديم نسخته لأغنية «لا تدعني يساء فهمي» ضمن ألبومه لعام 1986 «ملك أمريكا». كانت الأغنية إضافة متأخرة إلى الألبوم؛ وكان كوستيلو في الأصل ينوي تسجيل أغنية «آمل أن تكون سعيدًا الآن»، لكن مشاكل التهابات الحلق أثناء الجلسات الأخيرة منعته من القيام بذلك.

## نسخ أخرى للأغنية
قدم عدد 184 فنان وفريق نسخهم الخاصة للأغنية ومن أبرزهم: جو كوكر (1969) – لو رولز (1990) – سيندي لوبر (2003) – مودي بلوز (2007)

## وصلات خارجية
https://ig.ft.com/life-of-a-song/dont-let-me-be-misunderstood.html لا تدعني يساء فهمي
https://www.songfacts.com/facts/the-animals/dont-let-me-be-misunderstood لا تدعني يساء فهمي